# کلیسا و پارک سن بلاس (کوئنکا)
کلیسای سن بلاس حدود ۴۰۰ سال پیش در شرق شهر کوئنکا در اکوادور و در منطقه ای که در دوران استعمار «باریوس د آباجو» نامیده می‌شد، احداث گردید. ساخت این کلیسا به سن بلاس تقدیم شد و در ثلث آخر قرن شانزدهم میلادی، در ماه مه ۱۵۵۷، چند روز پس از تأسیس شهر کوئنکا، افتتاح گردید. برای این ساخت و ساز، از سنگ‌های ساختمان‌های ویران شده تومبامبا استفاده کردند.
در سال ۱۹۳۵، یک کلیسای جدید روی آن ساخته شد که نمای داخل و خارج آن را بازسازی کرد و ساختار اصلی کلیسا را به عنوان پایه حفظ کرد. این مرمت به لطف سرمایه‌گذاری مشترک توسط مؤسسه کوریا و شهرداری امکان‌پذیر شد.